# ヌーサ

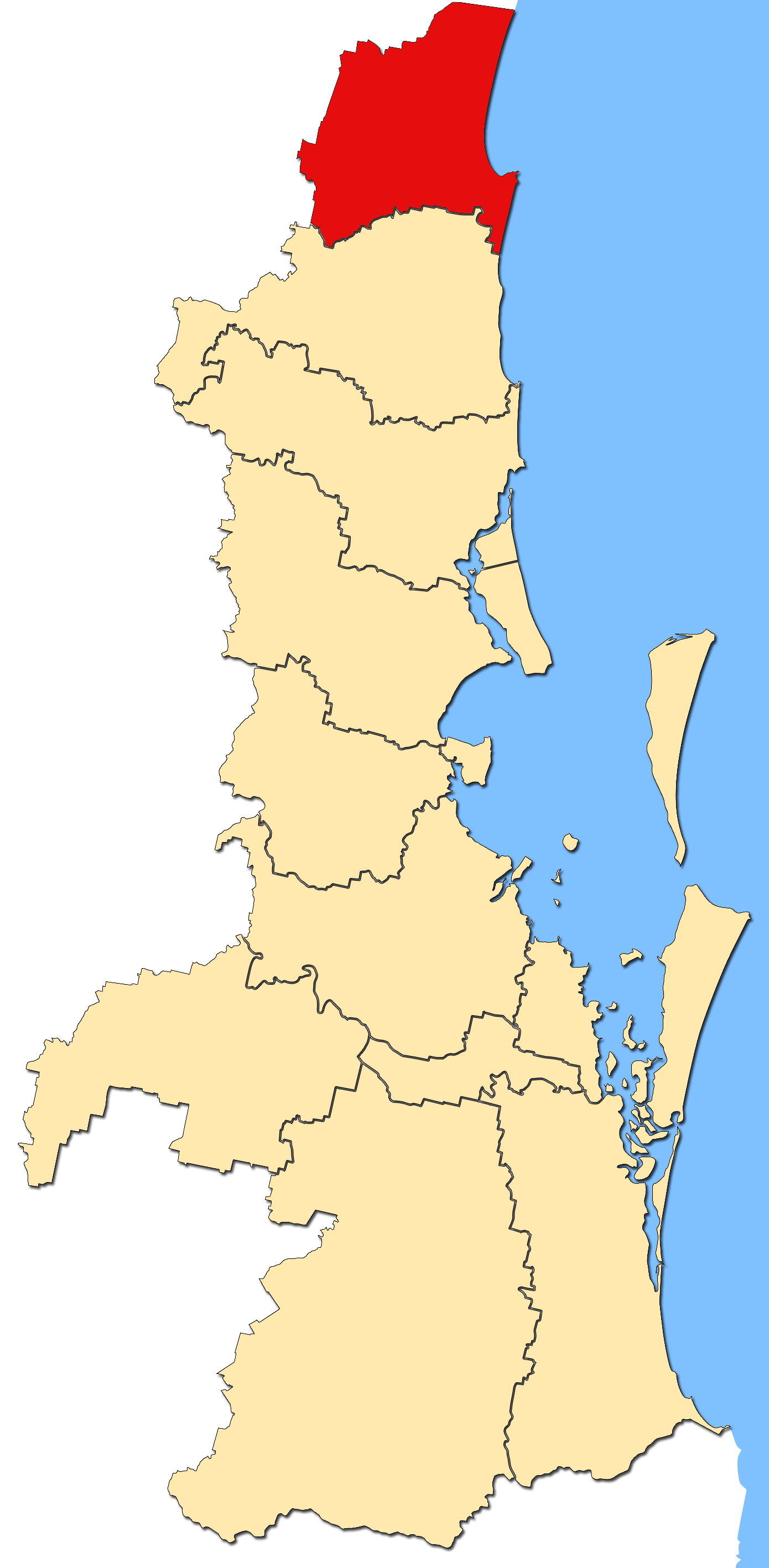
サウスイーストクイーズランド地区のヌーサ

ヌーサ（Noosa）はオーストラリア連邦・クイーンズランド州にあった地方統治区域(Local Government Area)の一つ。2008年に、マルーチー市、カランドラ市と合併してサンシャイン・コースト市(Sunshine Coast Regional Council)となった。南はマルーチーと接する。
人口は約4万9000人、面積は869平方キロメートルである。ヌーサの経済は観光収入に大きく依存している。
サーフィンに適した波がブレイクし、特にロングボードに最適な、長時間ライド可能なゆったりとした波が割れることで、ロングボード愛好者にとって一度は訪れたいポイントとされる。毎年3月に、「ヌーサフェスティバル」と呼ばれるサーフィンの大会が開催される。